# Rue Championnet
La rue Championnet est une voie du 18e arrondissement de Paris.

## Situation et accès
Longue de 1 870 mètres, grossièrement orientée est-ouest, elle commence au 135, rue des Poissonniers et se termine au 90, avenue de Saint-Ouen. 
Les stations de métro les plus proches côté est sont Porte de Clignancourt et Simplon, où circulent les trains de la ligne 4. Elle finit, côté ouest, près de la station Guy Môquet , desservie par la ligne 13.

## Origine du nom

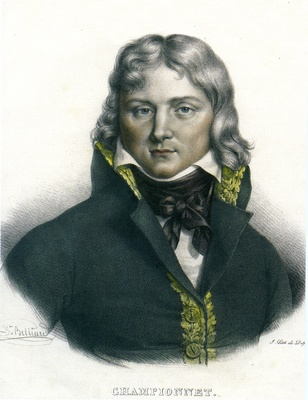
Jean-Étienne Championnet.

Cette voie rend hommage à Jean-Étienne Championnet (1762-1800), général de division de la Révolution française.

## Historique
La rue est ouverte en 1858 de la rue des Poissonniers à la rue Damrémont sous le nom de « rue Oudot » (à ne pas confondre avec l'actuelle rue du Colonel-Oudot). En 1867, la rue est prolongée jusqu'à l'avenue de Saint-Ouen par une rue qui prend le nom de « rue Championnet ». Ce dernier nom est donné en 1877 à l'ensemble de la rue,.

## Bâtiments remarquables et lieux de mémoire
- Au no 7 : école élémentaire publique qui eut notamment pour élève l'écrivain Eugène Dabit[4].
- Au no 8 : école primaire Sainte-Marie et collège Saint-Vincent du groupe scolaire « La Madone », établissement privé[5].
- Au no 24 : externat créé en 1868 par Louise Michel, pour une soixantaine d’élèves[6].
- Au no 34 : ateliers de la RATP.
  - Le 21 avril 1944, l'atelier allemand occupé ici est la cible d'un bombardement allié, tuant 641 personnes.
  - Dans ces ateliers ont été tournées plusieurs scène du film À bout portant.
- Au no 37 : dernière demeure de l'écrivain iranien Sadegh Hedayat, où il se suicide par le gaz en 1951.
- Au no 95 : le légendaire ingénieur du son Bernard Estardy fonda le célèbre studio CBE[7],[8],[9].
- Au no 112 : le bar La Renaissance où ont tourné, entre autres[10] :

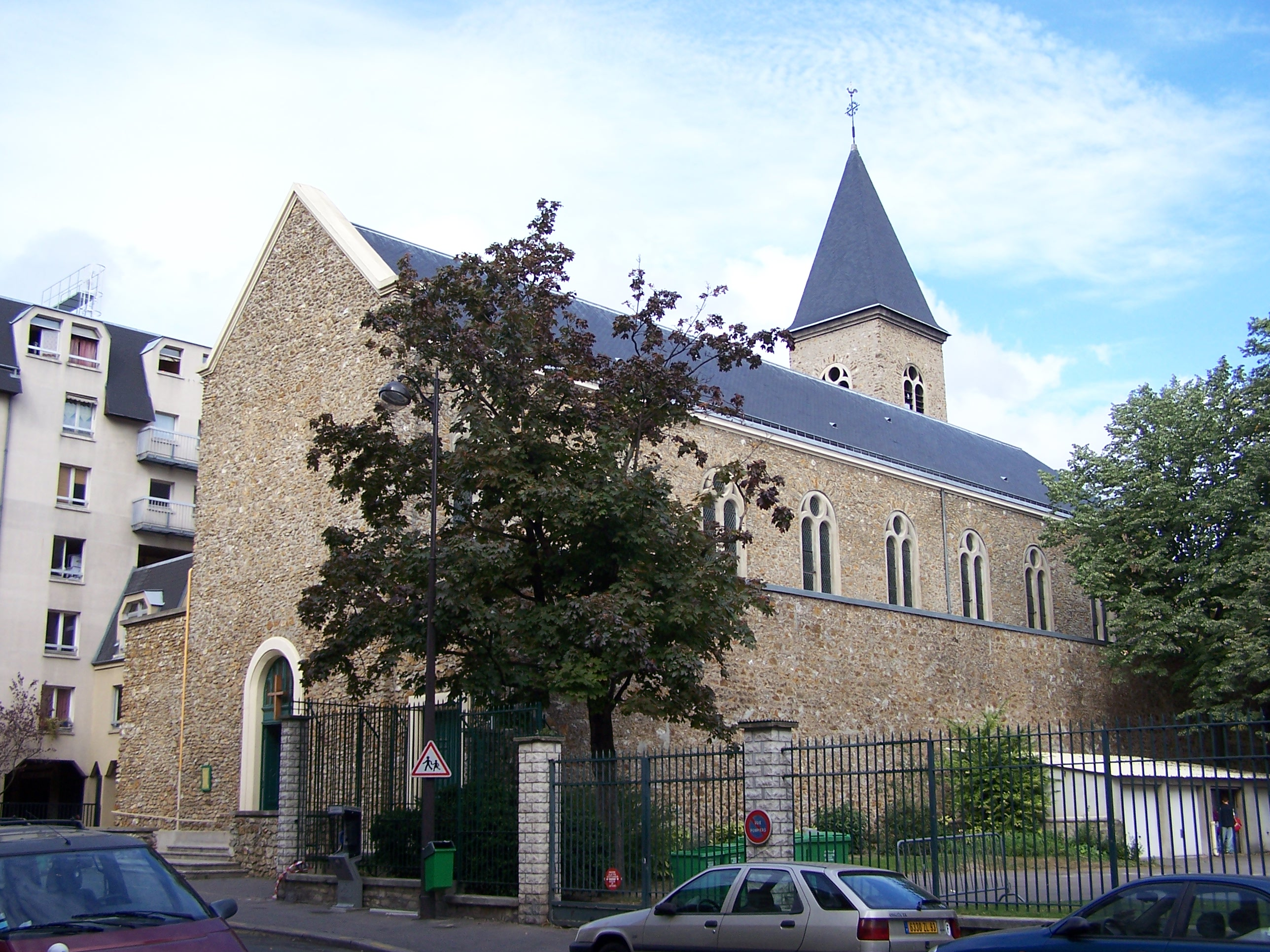
Sainte-Geneviève-des-Carrières.

- - Michel Deville (Le Mouton enragé, 1974),
  - Claude Chabrol (Le Sang des autres, 1984),
  - Claude Zidi (L'Animal, 1977, et Les Ripoux, 1984),
  - Youri Komerovsky (Les Enquêtes du commissaire Maigret : La Morte qui assassina, 1988),
  - Alexandre Jardin (Fanfan, 1993),
  - Pierre Salvadori (Après vous, 2004, restaurant « Chez Jean »),
  - Quentin Tarantino (Inglourious Basterds, 2009)
- Au no 174 : église Sainte-Geneviève des Grandes-Carrières.
- Au no 183 : l'actrice Edwige Feuillère (1907-1998), y habite lors de son mariage en 1929[11]